# Kétvágányú vasúti pálya

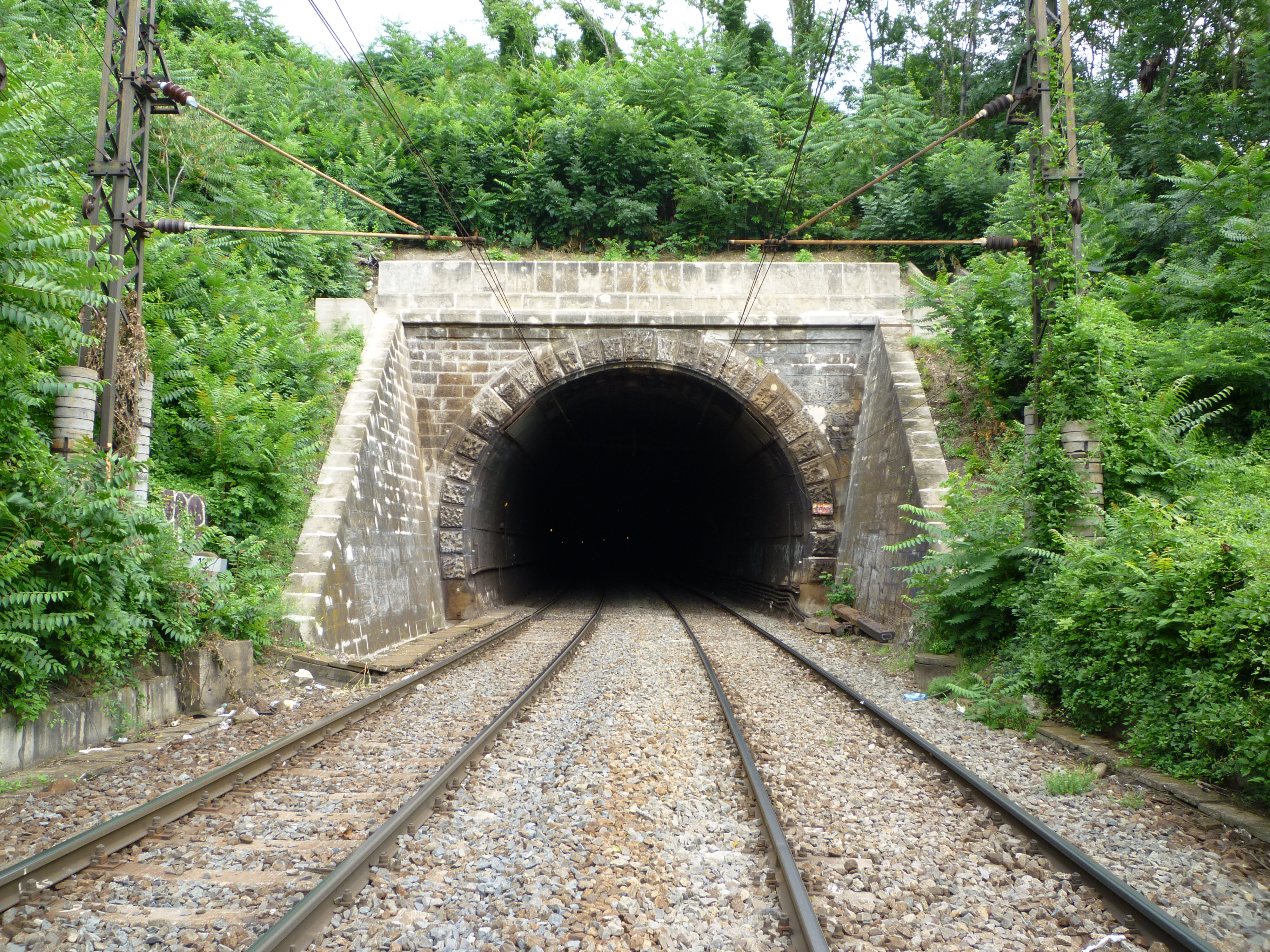
Kétvágányú vasúti pálya a Déli pályaudvar alagútja előtt

Egy adott vasútvonal kapacitásnövelésének egyik hatékony módja, hogy a nyíltvonali vasúti pályában szaporítják, legtöbbször megkettőzik a vágányok számát. Növekvő vasúti forgalom mellett számos meglévő vasúti pályát kétvágányúra bővítenek, illetve a várható forgalomnagyság alapján eleve kétvágányúra terveznek és építenek meg. Egyes egyvágányú vasútvonalak esetében csak bizonyos, átbocsátóképesség szempontjából szűk keresztmetszetű állomásközöket kétvágányúsítanak, általában a leghosszabb állomásközt (például a Cegléd–Szeged-vasútvonalon a Városföld–Kiskunfélegyháza vonalszakasz vagy a Budapest–Esztergom-vasútvonalon a Pilisvörösvár–Piliscsaba állomásközben létesített kétvágányú szakasz, az Őrhegy forgalmi kitérő).

## Történet
A vasút korai időszakában, így az Egyesült Királyságban a gőzüzemű vasútvonalakat többnyire két vágánnyal építették, ugyanis a távíró feltalálása előtt igen nehézkes volt az értekezés a szolgálati helyek között. Az angol Kereskedelmi Tanács nem is tekintette befejezett vasútvonalnak az egyvágányúakat.
Az Amerikai Egyesült Államokban viszont a nagy távolságokra való tekintettel célszerűbb és olcsóbb volt egyvágányú vasútvonalakat kiépíteni. Így azonban az amerikaiak kénytelenek voltak az egyvágányú vasúton a pályakapacitás legjobb kihasználása mellett is biztonságos forgalmi rendszert kifejleszteni. A távírókészülék alkalmazása és a vonatkövetési rendszer bevezetése kellőképpen javította a vasútvonalak átbocsátóképességét.
Az első magyar közforgalmú vasútvonal, a Pest–Vác-vasútvonal ugyancsak egy vágánnyal épült meg 1846-ban, a szolgálati helyek között Bain-féle távíróval értekeztek.
Mintegy húsz évvel később az első magyar vasútvonalak váltak az első kétvágányú vasútvonalakká is, Pest és Vác, illetve Pest és Cegléd között 1868–1869-ben fektették le a második vágányt.

## Műszaki jellemzők
A kétvágányú vasúti pálya esetében a két vágányt általában párhuzamosan vezetik, Magyarországon a szabványos vágánytengely-távolság állomáson minimum 5,00 m, nyíltvonalon pedig minimum 4,00 m, amelyet íves pályaszakaszokban megnövelnek. A sebesség növekedésével a vonattalálkozásoknál fellépő aerodinamikai hatások miatt a vágánytengely-távolságot szükséges növelni, a szabványos európai Átjárhatósági Műszaki Előírás például 300 km/h fölött 4,50 m vágánytengely távolságot ír elő új vonalak építésénél.
A terv- és nyilvántartási rajzokon a két vágány közül csak a szelvényezési irány szerinti jobb vágányt szelvényezik.
A jelzők, jelzőeszközök és figyelmeztető jelek a szolgálati helyeken és egyvágányú pályán általában menetirányt tekintve a jobb oldalon, kétvágányú (párhuzamos egyvágányú) pályán a vonat által használt vágány külső oldalán vannak elhelyezve. A jelzők, jelzőeszközök és figyelmeztető jelek megfelelő tartószerkezeten elhelyezhetők az érdekelt vágányok fölött is. Az egyéb jelzők – a váltójelzők, vágányzárójelzők, biztonsági határjelzők kivételével – megfelelő tartószerkezeten elhelyezhetők egyvágányú pályákon a pálya bal oldalán (pl. villamosfelsővezetéki oszlopon) is.

## Forgalom
Vasútforgalmi szempontból kétvágányú pályán megkülönböztetünk menetirány szerint helyes és helytelen vágányt. Magyarországon általában a menetirány szerinti jobb vágány a helyes vágány, függetlenül attól, hogy a kezdő- vagy a végpont felé tekintünk. Ez azonban nem kizárólagos szabály, mivel vasúti területen nincs a közúti forgalomhoz hasonló általános „jobbra hajts” szabály alkalmazva. A közúti forgalom szereplői számára valamennyi vágányon bármelyik irányból érkezhet vonat az útátjárókban.
Kétvágányú pályán a vonatforgalmat legtöbbször a helyes vágányon bonyolítják le. Bár Magyarországon a jobb oldali közlekedés a jellemző vasúton, több esetben eltérhetnek ettől:
- Egyes vonalszakaszokon hagyományosan, történelmi vagy műszaki okokból a bal vágány a helyes vágány, ilyen például a gödöllői HÉV. Nemzetközi viszonylatban sincs általánosan elfogadott szabvány a közlekedési irányra, amely országonként és vasútvonalanként változhat.
- A menetrend készítése során is tervezhetnek vonatközlekedést a helytelen vágányra, ilyen például a nyíltvonali vonatelőztetés.
- Előfordul, hogy a két vágány eltérő műszaki állapotú, ezért a forgalomban a gyorsabb vágány előnyben részesül. Ilyen pl. a Városföld-Kiskunfélegyháza szakasz, ahol az InterCity-vonatok a 120 km/h-val járható vágányt, míg a személyvonatok a 100 km/h-val járható vágányt használják.
- Vágányzár esetén előfordul, hogy az egyik vágányt ideiglenesen kizárják a forgalomból. Ilyen esetben az adott állomásközben a vonatok egy vágányon közlekednek le.

Bár Magyarországon nem jellemző, előfordulhat, hogy egy vágányt helytelen irányban csak korlátozásokkal lehet használni. Ennek oka általában a jelzők láthatósága, miszerint helytelen irányban a jelzők láthatósága korlátozott (pl. ívekben) vagy csak egyszerűbb jelzésképet képesek adni.

## Többvágányú vasúti pályák
Előfordulhat, hogy a vasúti forgalom növekedése miatt a kétvágányú vasúti pálya is szűk kapacitásúnak bizonyul, ilyenkor tovább emelhetik a vágányok számát.
A háromvágányú vasúti pályák nem túl elterjedtek. Rendszerint az indokolja az építésüket, ha az egyik irányban van csak szükség többletkapacitásra, pl. egy emelkedő leküzdéséhez. Történelmi hagyományként is létrejöhetnek ilyen vonalak, ha az adott szakaszon eredetileg két külön vasúttársaság vezette vonalait, egy kétvágányú és egy egyvágányú vonalat, amit a jelenlegi üzemeltető egy vonalként kezel.
Négyvágányú vasúti pályák a kétvágányú pályák megduplázásának tekinthetők. Forgalmi szempontból mindkét irányt 2-2 vágány szolgálja ki. Két elrendezés a jellemző:
- A vasútvonalat két, egymással párhuzamosan futó kétvágányú vonalként üzemel. Ilyenkor a vágányokon felváltva eltérő a közlekedési irány: ABAB.
- A négy vágány megoszlik két átmenő „gyors” és két helyi forgalmat kiszolgáló „lassú” vágányra (AABB közlekedési irány). Rendszerint elővárosi szakaszokon használják, ahol a szélső vágányokon zajlik az elővárosi személyforgalom, a középső vágányokon pedig az áthaladó (távolsági, gyorsvonati) forgalom.